# Alain Lebas
Alain Lebas, född den 10 november 1953 i Nevers, Frankrike, är en fransk kanotist.
Han tog OS-silver i K-1 1000 meter i samband med de olympiska kanottävlingarna 1980 i Moskva.